# Episodi di I'm Sorry (prima stagione)
La prima stagione della serie televisiva I'm Sorry, composta da 10 episodi, è stata trasmessa negli Stati Uniti, da truTV, dal 12 luglio al 6 settembre 2017.
In Italia la stagione è stata interamente pubblicata l'11 maggio 2018 su TIMvision.
| n° | Titolo originale | Titolo italiano              | Prima TV USA     | Pubblicazione Italia |
| -- | ---------------- | ---------------------------- | ---------------- | -------------------- |
| 1  | Pilot            | Una mamma pornostar          | 12 luglio 2017   | 11 maggio 2018       |
| 2  | Racist Daughter  | Il colore che vorrei         | 12 luglio 2017   | 11 maggio 2018       |
| 3  | Ass Cubes        | Chiappe gelate               | 19 luglio 2017   | 11 maggio 2018       |
| 4  | Goddess Party    | La festa delle dee           | 26 luglio 2017   | 11 maggio 2018       |
| 5  | Acts of Service  | Il linguaggio dell'amore     | 2 agosto 2017    | 11 maggio 2018       |
| 6  | Too Slow         | Troppo lenta                 | 9 agosto 2017    | 11 maggio 2018       |
| 7  | Divorce Fantasy  | Sognando il divorzio         | 16 agosto 2017   | 11 maggio 2018       |
| 8  | Butt Bumpers     | Emancipazione femminile      | 23 agosto 2017   | 11 maggio 2018       |
| 9  | Weekend Alone    | Un weekend da single         | 30 agosto 2017   | 11 maggio 2018       |
| 10 | Off the Charts   | Alla ricerca della fertilità | 6 settembre 2017 | 11 maggio 2018       |

## Una mamma pornostar
- Titolo originale: Pilot
- Diretto da: Rachel Lee Goldenberg
- Scritto da: Andrea Savage

### Trama
Dopo aver scoperto il passato da pornodiva di Melissa, e vista la difficoltà nel comunicare con la propria dottoressa per l'esito di alcune analisi, Andrea si ritrova al centro di continue gaffe.

## Il colore che vorrei
- Titolo originale: Racist Daughter
- Diretto da: Dale Stern
- Scritto da: Andrea Savage

### Trama
La piccola Amelia sembra non essere simpatizzante delle persone di colore, creando così situazioni di imbarazzo. Come se non bastasse, Andrea decide di preparare una salsa guacamole, tralasciando alcuni accorgimenti fondamentali che le costeranno caro.

## Chiappe gelate
- Titolo originale: Ass Cubes
- Diretto da: Dale Stern
- Scritto da: Joey Slamon

### Trama
Andrea si rende conto che il suo caro amico Kyle, con il passare degli anni, diventa sempre più stravagante e bizzarro; la donna, allora, decide di presentargli la signorina Shelly, maestra d'asilo della figlia, nel tentativo di "sistemarlo".

## La festa delle dee
- Titolo originale: Goddess Party
- Diretto da: Dale Stern
- Scritto da: Dannah Phirman e Danielle Schneider

### Trama
Andrea deve organizzare una "Festa delle Dee" per Jennifer, in crisi dopo il divorzio. Si tratta di una riunione femminile in cui celebrare l'essere donna e dare sostegno a un'amica in difficoltà. Jocelyn assume una nuova tata per Olive, molto sexy.

## Il linguaggio dell'amore
- Titolo originale: Acts of Service
- Diretto da: Amy York Rubin
- Scritto da: Lon Zimmet

### Trama
Andrea e Mike stanno vivendo un periodo di confusione nella loro relazione e si fanno mille domande. Andrea cerca spunti di riflessione tra i conoscenti: Brian le consiglia la lettura di un libro in cui sono descritti i modi per esprimere e ricevere amore.

## Troppo lenta
- Titolo originale: Too Slow
- Diretto da: Dale Stern
- Scritto da: Tony Gama-Lobo

### Trama
Amelia viene invitata alla festa di compleanno del suo compagno di classe Oscar. Andrea crede che sia proprio un'ottima occasione affinché la ragazza si confronti con modelli familiari alternativi ai propri.

## Sognando il divorzio
- Titolo originale: Divorce Fantasy
- Diretto da: Amy York Rubin
- Scritto da: Andrea Savage

### Trama
Andrea cerca di convincere l’amica Jennifer a godersi i vantaggi del divorzio, spingendola a frequentare nuove persone sia in rete che nei locali. Ma durante una serata in un bar, Jennifer assume inconsapevolmente delle droghe e finisce in ospedale.

## Emancipazione femminile
- Titolo originale: Butt Bumpers
- Diretto da: Andrea Savage
- Scritto da: Dannah Phirman e Danielle Schneider

### Trama
Andrea e Mike cominciano a frequentare una coppia di amici del liceo, Ben e Caroline, che hanno una figlia dell'età di Amelia. Un giorno, Andrea e Ben si trovano da soli con le ragazze e sperimentano l'imbarazzante gioco del batti-chiappe.

## Un weekend da single
- Titolo originale: Weekend Alone
- Diretto da: Dale Stern
- Scritto da: Lon Zimmet

### Trama
Dopo anni Andrea ha l'occasione di passare un weekend a casa da sola e decide di uscire per ritrovare i vecchi amici, i quali l'hanno un po' isolata a causa dei suoi impegni di madre. Impegni che, scoprirà in fondo, non le dispiacciono affatto.

## Alla ricerca della fertilità
- Titolo originale: Off the Charts
- Diretto da: Amy York Rubin
- Scritto da: Joey Slamon

### Trama
Mentre Andrea e Mike decidono di fare alcuni esami per controllare la propria fertilità, Martin, il padre di Andrea, decide di sperimentare un nuovo stile di vita a dir poco destabilizzante.